# Furnia incerta
Furnia incerta är en insektsart som först beskrevs av Brunner von Wattenwyl 1878.  Furnia incerta ingår i släktet Furnia och familjen vårtbitare. Inga underarter finns listade i Catalogue of Life.